# Kradinan (Pager Wojo)
Kradinan is een bestuurslaag in het regentschap Tulungagung van de provincie Oost-Java, Indonesië. Kradinan telt 2339 inwoners (volkstelling 2010).